# Hypoestes longituba
Hypoestes longituba är en akantusväxtart som beskrevs av Raymond Benoist. Hypoestes longituba ingår i släktet Hypoestes och familjen akantusväxter. Inga underarter finns listade i Catalogue of Life.